# ITX-青春
ITX-青春（朝鲜语：ITX-청춘）是韓國鐵道公社的准高速铁路客车之一，于2012年2月28日开始在京元線、中央線、京春線區間营运。

## 概况
2010年10月21日京春線准高速电气化后，韓國鐵道公社计划以新型列车代替無窮花號和Nuriro号在京春线行驶。最终在2011年9月25日列车出厂之后，决定命名为ITX-青春。其中ITX是城际列车Intercity Train express的缩写，而因为列车的主要运行区间为清凉里-春川（有时也会开行龙山-春川运行模式），所以青来自于清凉里的清的谐音，春来自于春川，故名ITX-青春。
ITX-青春與新村號同等，票價也以新村號計價，雖然運營區間在首都圈電鐵範圍內，但屬於城際列車，不能使用首都圈電鐵的車票和相關優惠。在2017年5月1日~2018年3月22日間曾在京釜線龍山 - 大田間運行。

## 车辆
ITX-青春使用368000系列车，此列车为8节编组，其中2节为双层车厢，列车吸收了KTX-山川和無窮花號的特点。

## 运行区间
ITX-青春列車於2012年開始運行，曾有京釜線及京春線二個運行系統，目前僅剩京春線系統仍在營運中。
| 路線   | 中文站名 | 韓文站名 | 英文站名 | 接續路線                                               | 站間距離 | 營業距離 | 所在地     | 所在地   |
| ------ | -------- | -------- | -------- | ------------------------------------------------------ | -------- | -------- | ---------- | -------- |
| 京元線 | 龍山     |          |          | ●首都圈電鐵1號線 京釜線                                | -        | 0.0      | 首爾特別市 | 龍山區   |
| 京元線 | 玉水     |          |          | ●首都圈電鐵3號線                                       | 7.1      | 7.1      | 首爾特別市 | 城東區   |
| 京元線 | 往十里   |          |          | ●首爾地鐵2號線 ●首都圈電鐵5號線 ●首都圈電鐵水仁·盆唐線 | 3.2      | 10.3     | 首爾特別市 | 城東區   |
| 中央線 | 清凉里   |          |          | ●首都圈電鐵1號線 ●首都圈電鐵水仁·盆唐線                | 2.4      | 12.7     | 首爾特別市 | 東大門區 |
| 中央線 | 上鳳     |          |          | ●首爾地鐵7號線                                         | 4.0      | 16.7     | 首爾特別市 | 中浪區   |
| 京春線 | 退溪院   |          |          |                                                        | 8.4      | 25.1     | 京畿道     | 南楊州市 |
| 京春線 | 思陵     |          |          |                                                        | 3.3      | 28.4     | 京畿道     | 南楊州市 |
| 京春線 | 坪內好坪 |          |          |                                                        | 7.6      | 36.0     | 京畿道     | 南楊州市 |
| 京春線 | 磨石     |          |          |                                                        | 6.4      | 42.4     | 京畿道     | 南楊州市 |
| 京春線 | 清平     |          |          |                                                        | 14.9     | 57.3     | 京畿道     | 加平郡   |
| 京春線 | 加平     |          |          |                                                        | 11.9     | 69.2     | 京畿道     | 加平郡   |
| 京春線 | 江村     |          |          |                                                        | 12.9     | 82.1     | 江原道     | 春川市   |
| 京春線 | 南春川   |          |          |                                                        | 13.3     | 95.4     | 江原道     | 春川市   |
| 京春線 | 春川     |          |          |                                                        | 2.7      | 98.1     | 江原道     | 春川市   |